# Langenhagen
Langenhagen est une ville de Basse-Saxe (Allemagne) située dans la banlieue nord de la Région de Hanovre. Elle abrite notamment l'Aéroport international de Hanovre-Langenhagen.

## Histoire
Lors de la Seconde Guerre mondiale se trouvait là une usine de construction  aéronautique Focke-Wulf, bombardée et sérieusement endommagée le 5 août 1944.